# Związek Polskich Spadochroniarzy VII Oddział Katowice
Związek Polskich Spadochroniarzy VII Oddział Katowice imienia Jerzego Dyrdy – stowarzyszenie, regionalny oddział Związku Polskich Spadochroniarzy (ZPS) z siedzibą w Katowicach.
Związek Polskich Spadochroniarzy (ZPS) jest stowarzyszeniem posiadającym osobowość prawną. Zrzeszający obywateli polskich, którzy wykonywali skoki ze spadochronem do września 1939 w polskich i sojuszniczych formacjach wojskowych na frontach II wojny światowej, wykonywali i wykonują skoki spadochronowe w wojskach powietrznodesantowych, w lotnictwie, Aeroklubie Polskim, oddziałach specjalnych policji, a także żołnierzy oddziałów szybowcowych 1. Samodzielnej Brygady Spadochronowej.

## Święto ZPS
Świętem organizacyjnym ZPS jest Dzień Spadochroniarza obchodzony 23 września – w rocznicę powołania przez Naczelnego Dowódcę Sił Zbrojnych Rzeczypospolitej Polskiej 1. Samodzielnej Brygady Spadochronowej w 1941 w Szkocji.

## Historia powstania VII Oddziału Katowice ZPS
Historię powstania VII Oddziału Katowice Związku Polskich Spadochroniarzy podano za: Andrzej Puchalski, Bogdan Sas-Nowosielski, Marian Brytan, Tadeusz Cichoń, Kazimierz Stępniewski: Kronika VII Oddziału Katowice Związku Polskich Spadochroniarzy cz. I. Wersję elektroniczną opracował: Franciszek Krynojewski. s. 1.

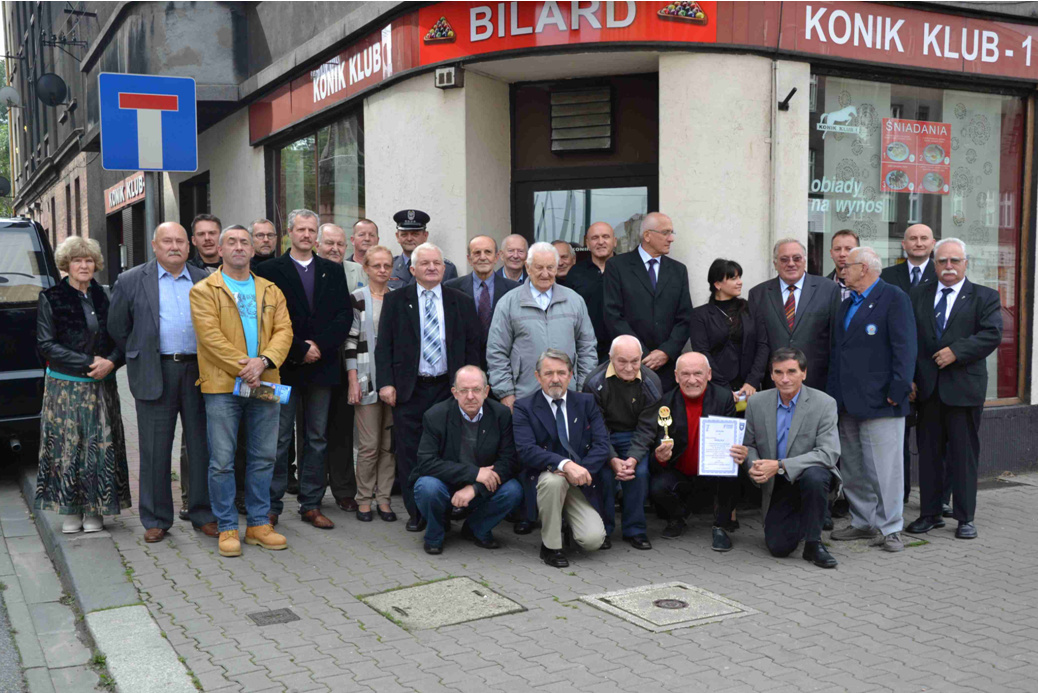
Członkowie ZPS VII Oddział Katowice (28 września 2013)

Myśl utworzenia w regionie Śląsko-Dąbrowskim Oddziału Związku Polskich Spadochroniarzy zrodziła się latem 1990. Wiadomość o powstaniu takiego Stowarzyszenia i jego rejestracji prawnej w Warszawie dotarła do ludzi, którzy kiedyś lub aktualnie byli związani ze spadochroniarstwem. Nieformalne kontakty spadochroniarzy z 1. Samodzielnej Brygady Spadochronowej i 6 Dywizji Powietrznodesantowej oraz członków sekcji spadochronowej Aeroklubu Śląskiego zaowocowały ideą zorganizowania się grupy założycielskiej celem utworzenia w stolicy Śląska kolejnego Oddziału ZPS.
Zebranie założycielskie odbyło się 13 października 1990 w sali kawiarni-klubu Aeroklubu Śląskiego, gdzie zebrało się 26 osób reprezentujących szeroki zakres wiekowy, pokoleniowy i różnorodną przeszłość oraz teraźniejszość. Wspólnie połączyła ich spadochronowa czasza. Znaleźli się kombatanci ze „wschodu” i „zachodu”, żołnierze desantu z 6 PDPD, innych formacji Wojska Polskiego i Resortu Spraw Wewnętrznych. Nie zabrakło również skoczków spadochronowych Aeroklubu Śląskiego. W zebraniu, które przyjęło nazwę Założycielskiego, uczestniczyli również dwaj przedstawiciele Zarządu Głównego Związku Polskich Spadochroniarzy – Mieczysław Kamiński i Roman Orłowski. Zebranie prowadził czynny zawodowo wojskowy – ppłk mgr Kazimierz Stępniewski.
- 25 października 1990 VII Oddział Katowice ZPS uzyskał rejestrację.
- 14 grudnia 1990 na II zebraniu VII Oddziału ZPS zatwierdzono uchwałę Zarządu VII Oddziału o podjęciu działalności gospodarczej przez Profesjonalną Szkoleniowo–Ochronną Agencję „KOMANDOS” przy VII Oddziale ZPS w Katowicach.

### Grono założycielskie

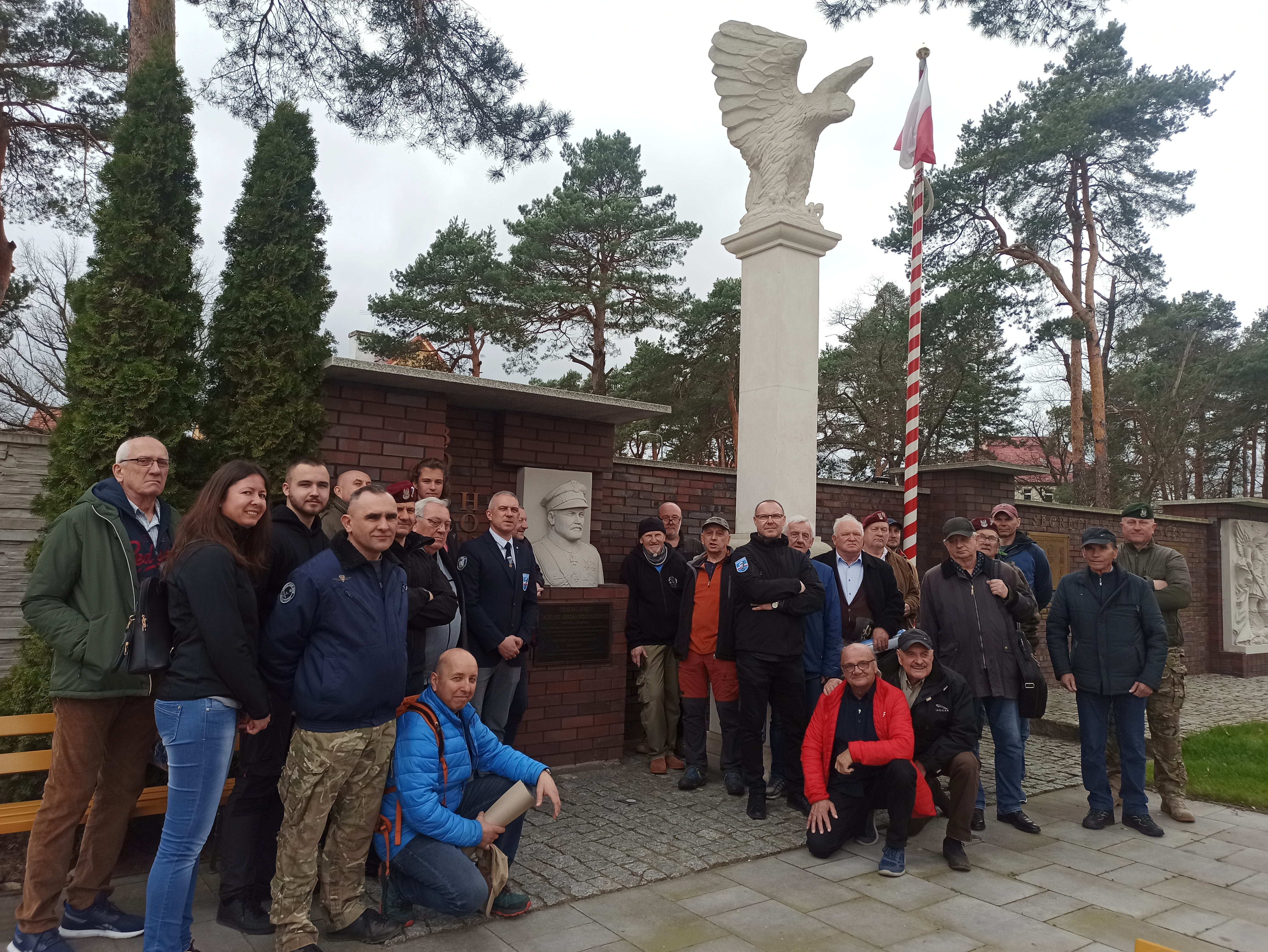
Członkowie ZPS VII Oddział Katowice przy pomniku – Jednostka Wojskowa Komandosów (marzec 2024)

1. Tadeusz Cichoń
2. Marian Brytan
3. Jerzy Dyrda
4. Stanisław Olszewski
5. Stanisław Antonowicz
6. Albin Krzysik
7. Ewald Gansiniec
8. Henryk Brzenk
9. Roman Lipczyński
10. Michał Kosiński
11. Bernard Swoboda
12. Kazimierz Stępniewski

### Członkowie założyciele
1. Jerzy Dyrda
2. Tadeusz Cichoń
3. Wiesław Baranowski
4. Tadeusz Dłużyński
5. Stanisław Olszewski
6. Henryk Nawrat
7. Albin Krzysik
8. Michał Kosiński
9. Witold Nowak
10. Bogdan Piotrowicz
11. Stanisław Wójcik
12. Tadeusz Latacz
13. Jerzy Przybylski
14. Bernard Swoboda
15. Kazimierz Stępniewski
16. Jan Filus
17. Marian Brytan
18. Zdzisław Porzeżyński
19. Henryk Brzenk
20. Ryszard Rutkowski
21. Roman Lipczyński
22. Ewald Gansiniec
23. Andrzej Arsenicz
24. Wacław Toczek
25. Ryszard Wolski
26. Paweł Lisiewicz
27. Stanisław Antonowicz.

### Pierwszy Zarząd VII Oddział Katowice ZPS

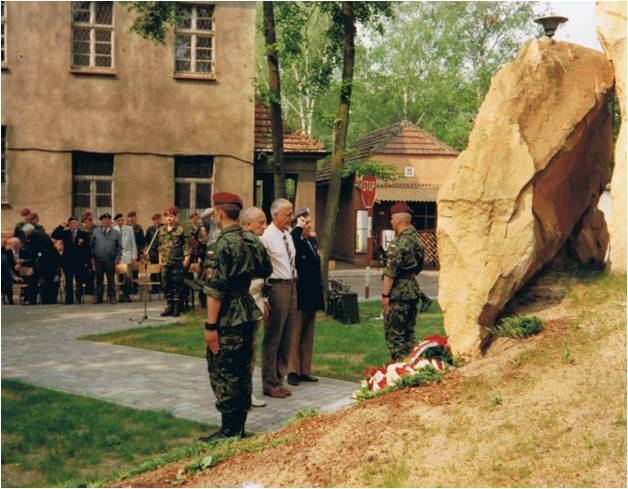
Z wizytą u lublinieckich komandosów (1996)

- Kazimierz Stępniewski – prezes zarządu
- Tadeusz Cichoń – wiceprezes zarządu
- Marian Brytan – członek zarządu–skarbnik
- Jerzy Dyrda – członek zarządu
- Jan Filus – członek zarządu
- Zdzisław Porzeżyński – członek zarządu.

Komisja rewizyjna:
- Henryk Brzenk – przewodniczący komisji
- Henryk Nawrat – sekretarz komisji
- Ryszard Rutkowski – członek komisji
- Stanisław Olszewski – członek komisji.

Źródło:

## Cele VII Oddziału Katowice ZPS
Cele VII Oddziału Katowice ZPS podano za: Andrzej Puchalski, Bogdan Sas-Nowosielski, Marian Brytan, Tadeusz Cichoń, Kazimierz Stępniewski: Kronika VII Oddziału Katowice Związku Polskich Spadochroniarzy cz. I. Wersję elektroniczną opracował: Franciszek Krynojewski. Brak numerów stron w książce

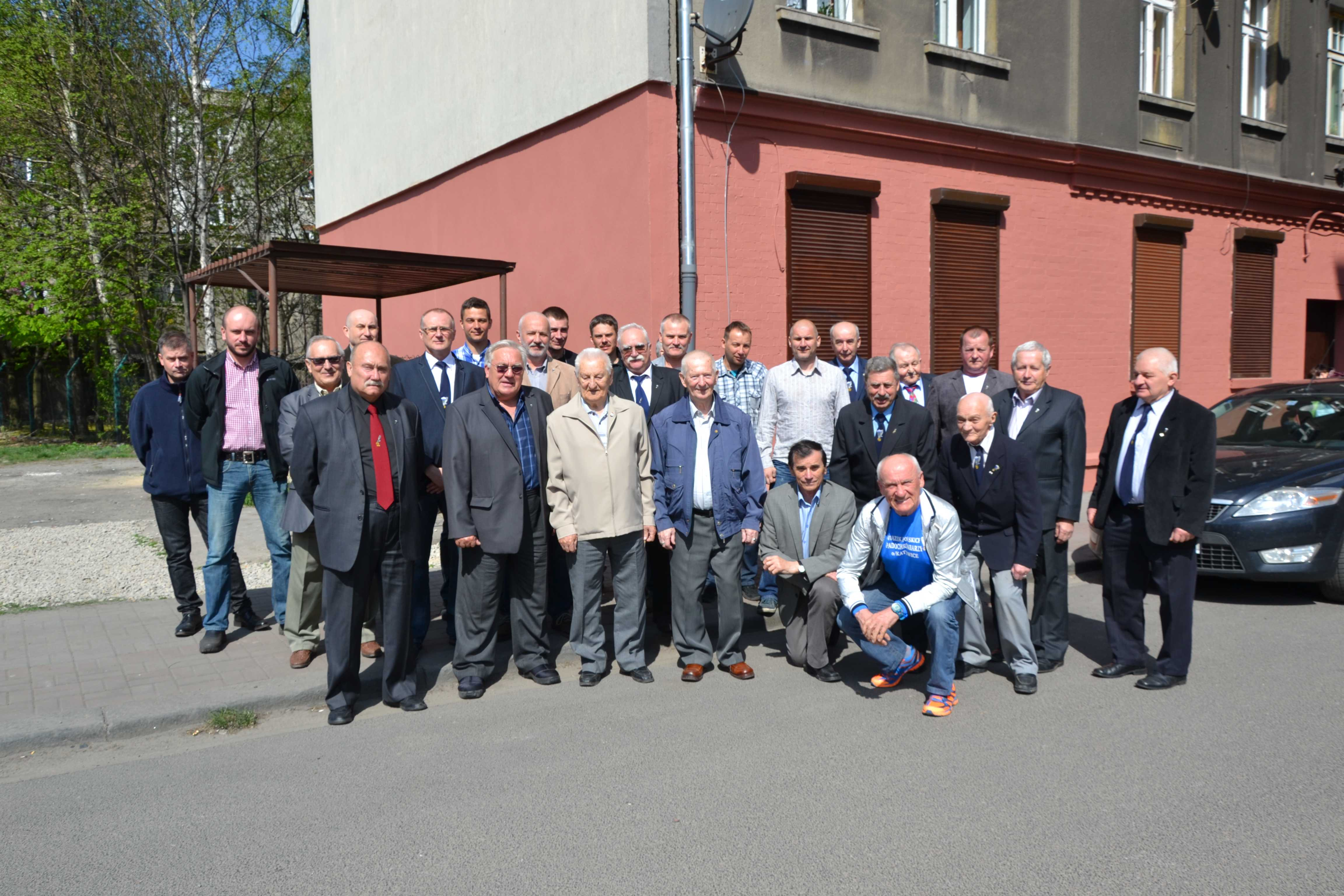
Członkowie ZPS VII Oddział Katowice (25 kwietnia 2015)

Celem VII Oddziału Katowice ZPS jest:
- Integrowanie środowisk spadochroniarzy w kraju i za granicą,
- Popularyzowanie spadochroniarstwa wśród młodzieży,
- Popieranie rozwoju masowego i wyczynowego sportu spadochronowego,
- Dbanie o sprawy bytowe spadochroniarzy potrzebujących pomocy.

## Koła środowiskowe działające przy VII Oddziale ZPS

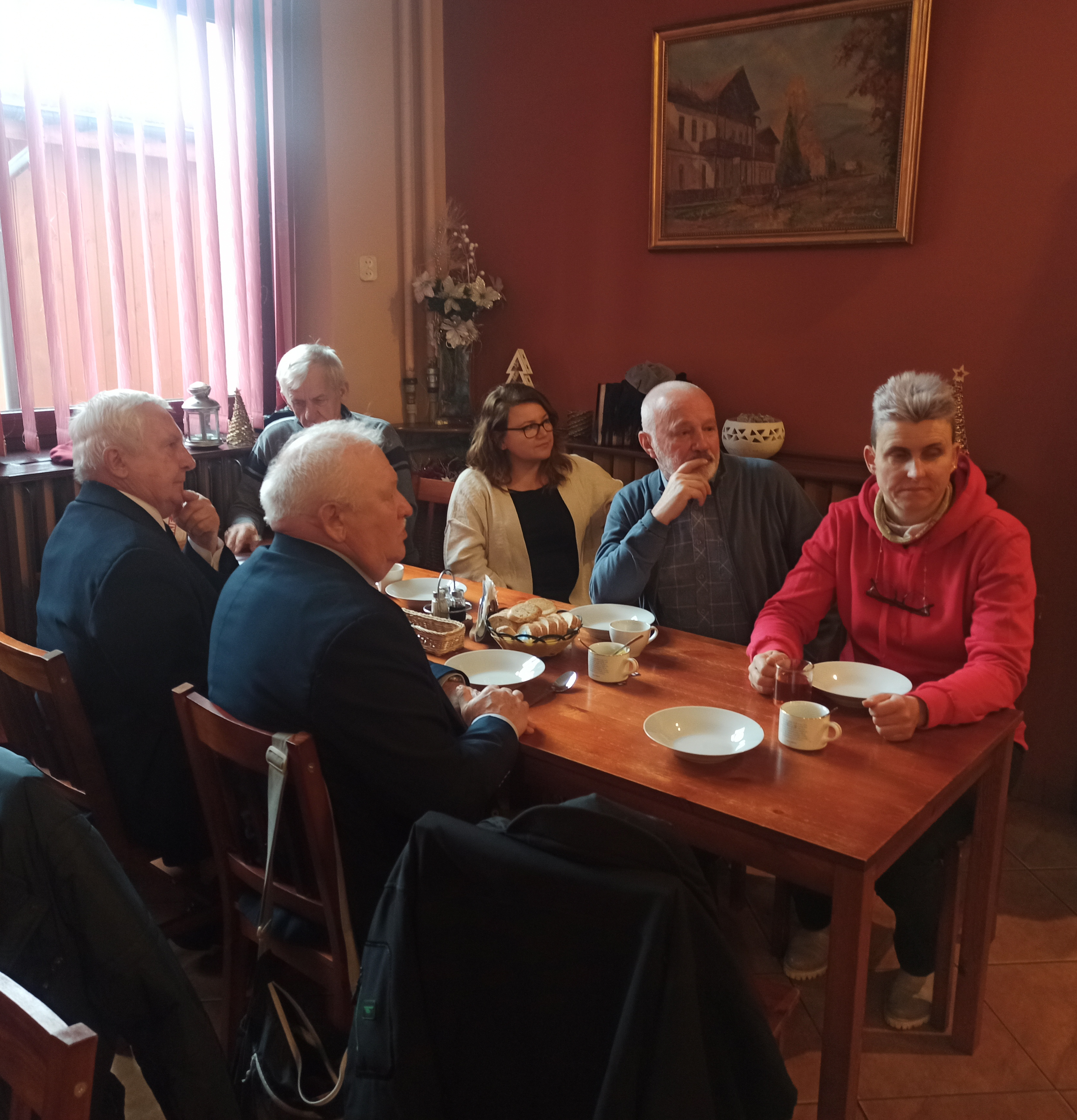
Spotkanie członków ZPS VII Oddział Katowice w Wiśle (grudzień 2022)

Przy VII Oddziale Związku Polskich Spadochroniarzy w Katowicach działa:
- Koło ZPS przy Aeroklubie Gliwickim (przewodniczący – Jan Isielenis)
- Koło nr 1. Przyjaciół Muzeum Spadochroniarstwa i Wojsk Specjalnych w Wiśle im. ppłk. Adolfa Pilcha[a] (przewodniczący – Bartłomiej Kocemba).

## Władze VII Oddziału ZPS

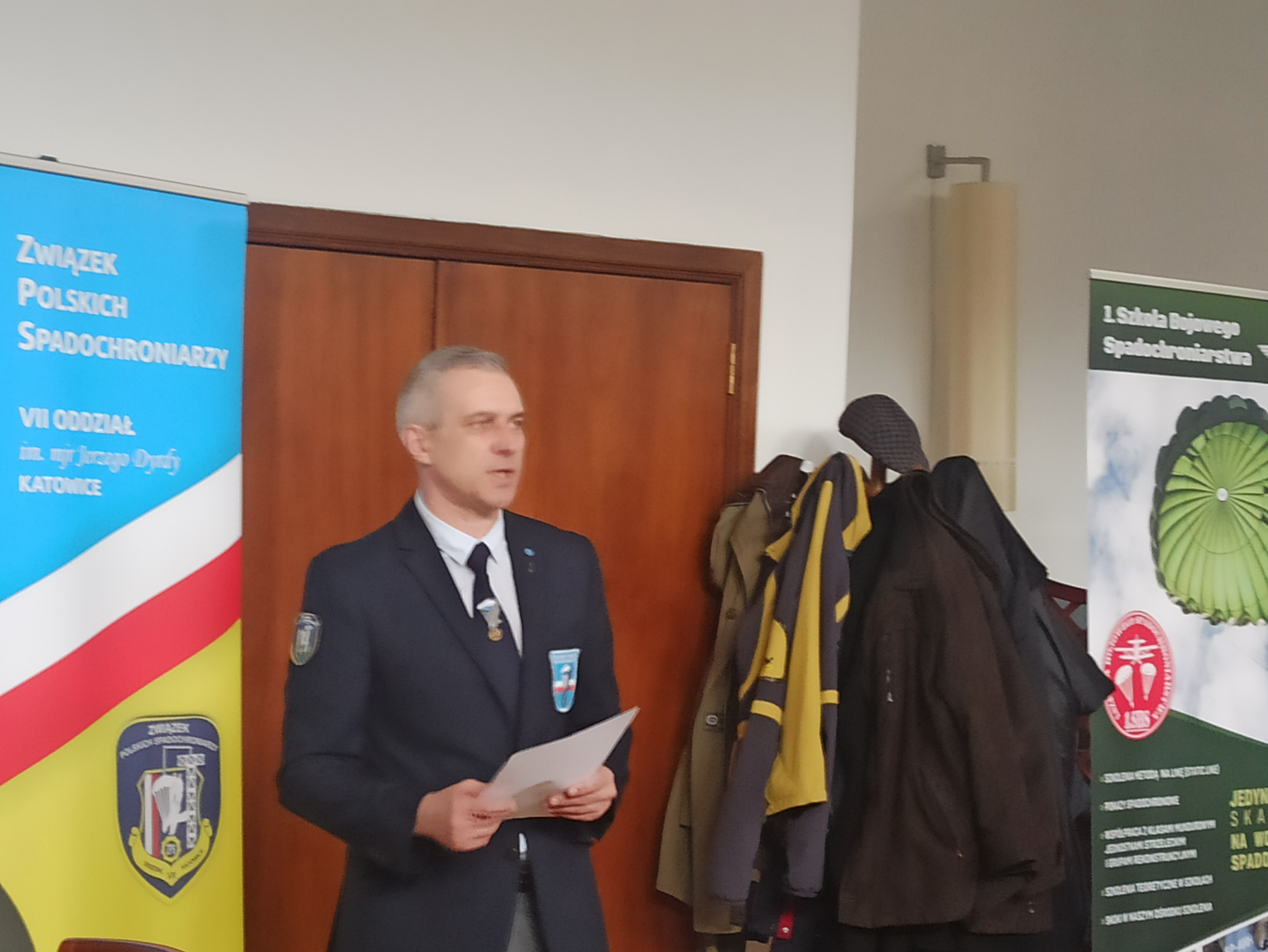
Krzysztof Zieliński – Prezes ZPS VII Oddział Katowice (kwiecień 2023)

Uchwała nr 1/ZZ/2022 z 07.05.2022 w sprawie podziału funkcji Zarządu oddziału
- Krzysztof Zieliński – prezes oddziału
- Kazimierz Stępniewski – zastępca prezesa
- Sylwester Kmiecik – skarbnik
- Anna Bieniek – sekretarz
- Jan Isielenis – członek zarządu
- Krzysztof Zocłoński – członek zarządu.

Komisja Rewizyjna:
Uchwała nr 1/KR/2022 z 07.05.2022 w sprawie podziału funkcji w oddziałowej Komisji rewizyjnej.
- Jacek Pawelec – przewodniczący
- Przemysław Nocoń – sekretarz
- Danuta Polewska – członek komisji.

(Stan z września 2022)

## Prezesi VII Oddziału ZPS
- Jerzy Dyrda – prezes honorowy
- Kazimierz Stępniewski (1990–1995)
- Marian Brytan (1995–2012)[5]
- Kazimierz Stępniewski (2012–2022)
- Krzysztof Zieliński (2022–obecnie).

(Stan z listopada 2023)

## Wyróżnienia nadawane przez ZPS

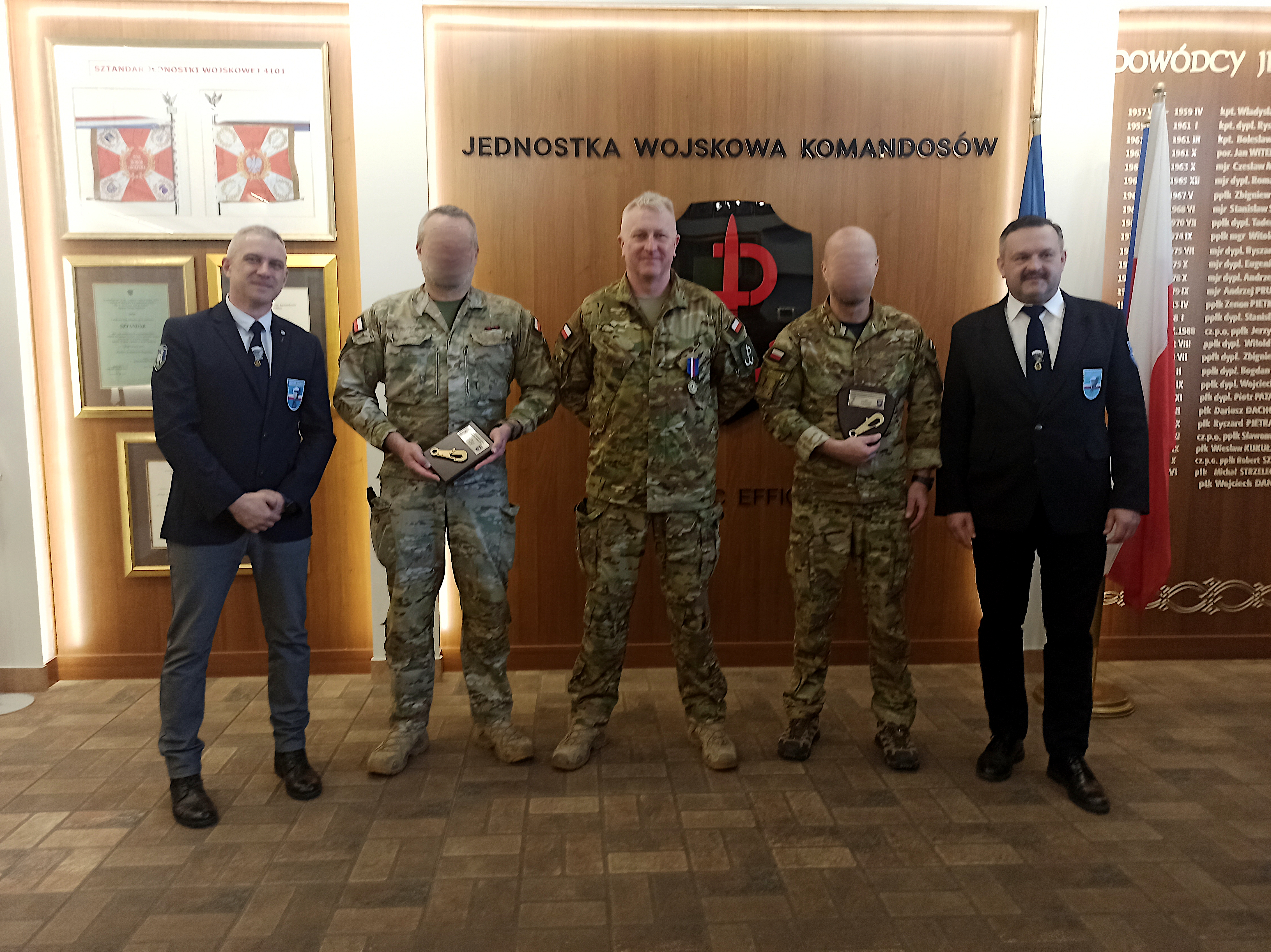
Prezes ZPS VII Oddział Katowice Krzysztof Zieliński z wyróżnionymi (marzec 2024)

Wyróżnionych przez Zarząd Główny ZPS członków VII Oddziału Katowice ZPS podano za: Kazimierz Stępniewski: Archiwum VII Oddziału Katowice Związku Polskich Spadochroniarzy. s. 1.
Najwyższym wyróżnieniem w Związku jest uhonorowanie przez Zjazd Delegatów:
- Medal „Za Zasługi dla Związku Polskich Spadochroniarzy”
- Nadanie godności „Członka Honorowego ZPS”.

### Wyróżnieni medalem „Za Zasługi dla ZPS”
1. Marian Brytan (2010)
2. Franciszek Gardawski[b] (2010)
3. Jan Isielenis[6] (2010)
4. Kazimierz Stępniewski[6] (2010)
5. Józef Błaszczyk (2012)
6. Franciszek Krynojewski (Złoty) (2019)[c]
7. Krzysztof Zieliński (Brązowy) (2019)[c]
8. Franciszek Gardawski (Złoty) (2019)[d]
9. Józef Błaszczyk (Złoty) (2019)[d]
10. Damian Daniel (Złoty) (2019)[d]
11. Kazimierz Stępniewski (Złoty) (2019)[d]
12. Jan Isielenis (Złoty) (2019)[d]
13. Danuta Polewska (Złoty) (2019)[d]
14. Waldemar Zygała (Złoty) (2019)[d]
15. Józef Bugaj (Złoty) (2019)[d]
16. Andrzej Puchalski (Złoty) (2019)[d]
17. Henryk Nawrat (Złoty) (2019)[d]
18. Benedykt Hajduk (Złoty) (2019)[d]
19. Marek Zapiór (Złoty) (2019)[d]
20. Krzysztof Zocłoński (Złoty) (2019)[d]
21. Adam Pucek (Srebrny) (2019)[d]
22. Włodzimierz Karsznia (Brązowy) (2019)[d]
23. Marian Karpiel (Brązowy) (2023)
24. Dariusz Makowski (Srebrny) (2023)
25. Krzysztof Mikulski (Złoty) (2024)[a]
26. Robert Wrona (Złoty) (2024)
27. Mariusz Bieniek (Brązowy) (2024).

(Stan z listopada 2024)

### Wyróżnieni Złotą/Honorową Odznaką ZPS

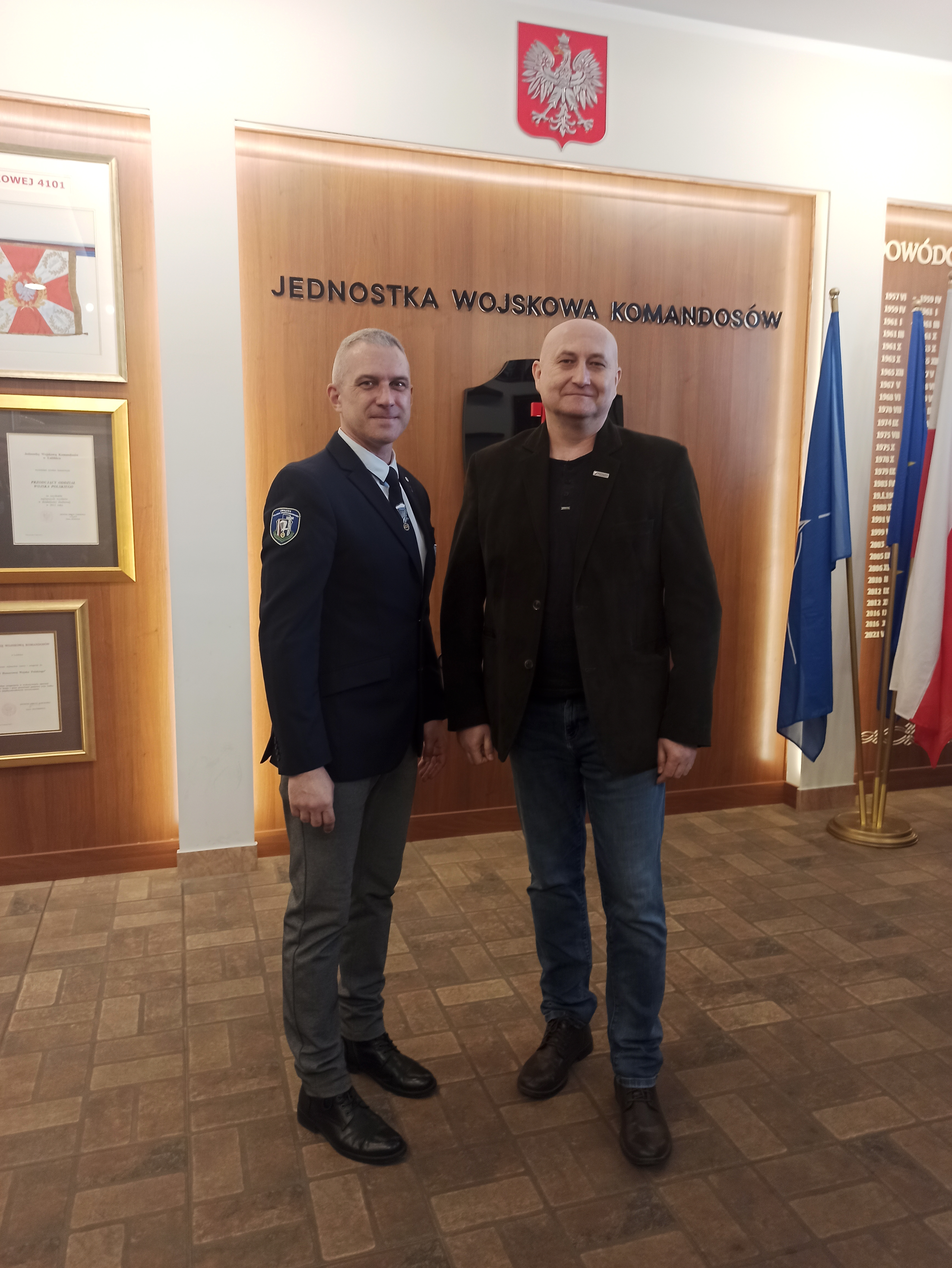
Prezes ZPS VII Oddział Krzysztof Zieliński i Adam Pucek (zasłużony saper BOA) wyróżniony Odznaką Honorową ZPS (marzec 2024)

1. Wiesław Baranowski (2000)
2. Jan Filus (2000)
3. Józef Błaszczyk (2000)
4. Andrzej Gajewski (2000)
5. Krystyna Ligocka (2000)
6. Zbigniew Marciniak (2000)
7. Paweł Maria Lisiewicz (2000)
8. Kazimierz Stępniewski (2000)
9. Danuta Polewska (2003)
10. Franciszek Gardawski (2003)
11. Jan Isielenis (2005)
12. Władysław Mynarski (2005)
13. Jacek Pawelec (2005)
14. Zbigniew Konik (2005)
15. Bohdan Sas-Nowosielski (2010)
16. Józef Bugaj (2010)
17. Daniel Damian (2011)
18. Andrzej Puchalski (2011)
19. Sylwester Kmiecik (2012)
20. Henryk Nawrat (2013)
21. Henryk Sowada (2013)
22. Stanisław Wójcik (2013)
23. Andrzej Śląski (2014)
24. Marek Zapiór (2014)
25. Jerzy Bancerek (2014)
26. Krzysztof Kurach (2014)
27. Maksymilian Cofała (2015)
28. Władysław Kowalik (2015)
29. Stanisław Sławek (2015)
30. Franciszek Krynojewski (2015)
31. Jan Zięba (2015)
32. Krzysztof Mikulski (2015)
33. Dariusz Mroziński/Kiełbasa (2015)
34. Paweł Kot (2015)
35. Krzysztof Zocłoński (2015)
36. Ryszard Nocoń[e] (2018)
37. Krzysztof Zielińki[e] (2018)
38. Benedykt Hajduk[e] (2018)
39. Krzysztof Zocłoński (2018)
40. Adam Pucek (2024)[a]
41. Bartłomiej Kocemba (2024)[a]
42. Przemysław Tur (2024)[a].

(Stan z marca 2024)

### Wyróżnieni Dyplomem Uznania ZPS

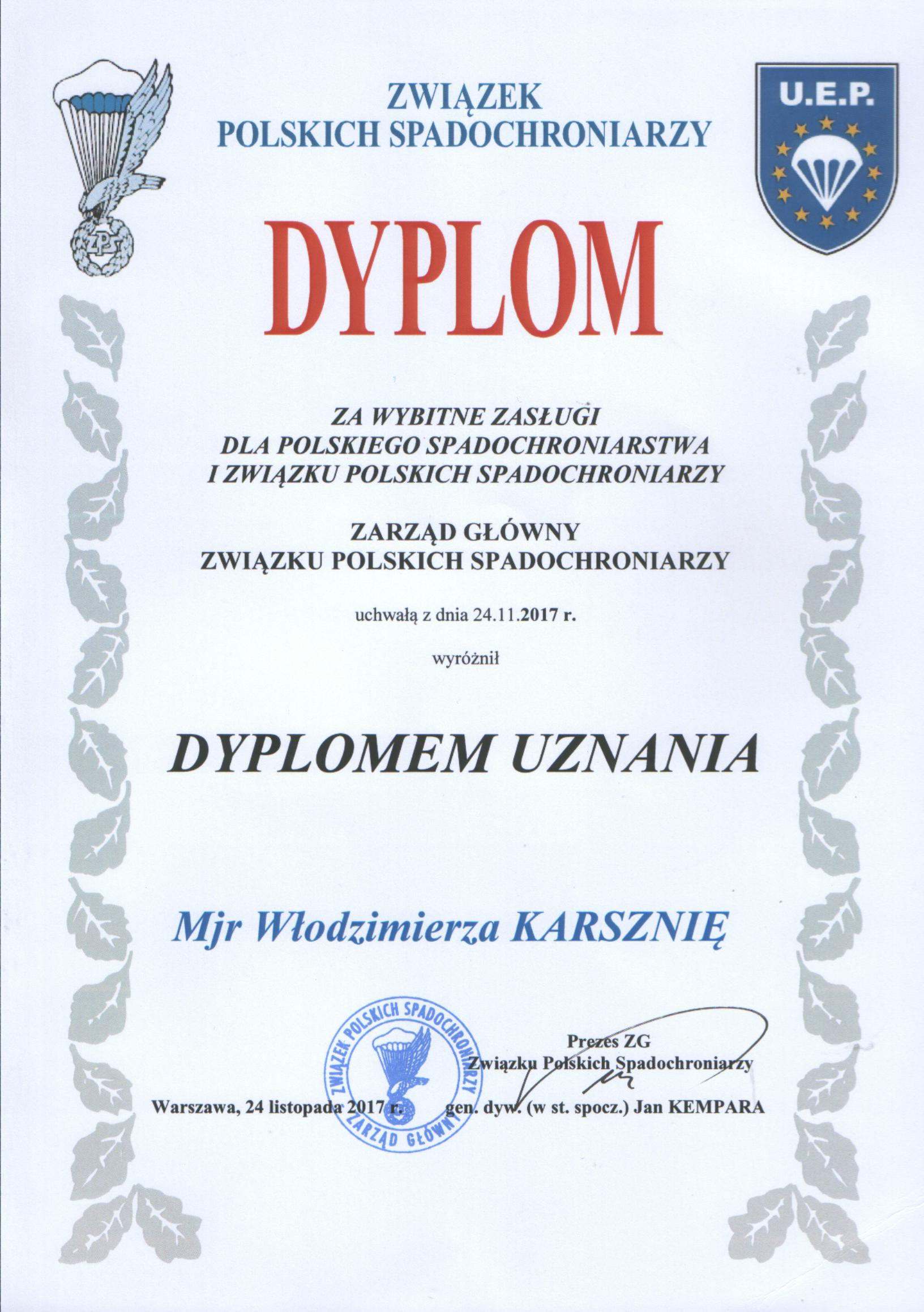
Dyplom uznania dla mjr. Włodzimierza Karszni za wybitne zasługi dla polskiego spadochroniarstwa i ZPS (listopad 2017)

1. Dariusz Kiełbasa/Mroziński (2003)
2. Jacek Pawelec (2003)
3. Andrzej Bogacki (2005)
4. Damian Daniel (2005)
5. Sylwester Kmiecik (2005)
6. Franciszek Krynojewski (2005)
7. Andrzej Puchalski (2005)
8. Maksymilian Cofała (2010)
9. Franciszek Gardawski (2010)
10. Teofil Jaromin (2010)
11. Gerard Ogos (2010)
12. Jerzy Bancerek (2011)
13. Józef Bugaj (2011)
14. Krzysztof Zocłoński (2011)
15. Kazimierz Zgoda (2014)
16. Danuta Polewska (2014)
17. Bohdan Sas-Nowosielski (2014)
18. Stanisław Sławek (2014)
19. Norbert Szczypuła[e] (2017)
20. Jacek Pawelec[e] (2017)
21. Włodzimierz Karsznia[e] (2017)
22. Zbigniew Lech[e] (2017)
23. Barbara Sznapka-Brytan[e] (2017)
24. Zbigniew Konik[e] (2017)
25. Jan Strzałkowski[e] (2017)
26. Marian Lenart[e] (2017)
27. Paweł Ćwikła[e] (2017)
28. Krzysztof Gołda[e] (2017)
29. Antoni Stolarczyk[e] (2017)
30. Maksymilian Chamera (2024)
31. Jakub Jabłecki (2024)
32. Aleksandra Tarara (2024).

(Stan z grudnia 2024)

## Organ prasowy ZPS „Spadochroniarz”
Głównym celem czasopisma, jest popularyzacja i reklama całokształtu działalności spadochroniarzy polskich zrzeszonych w Związku Polskich Spadochroniarzy. Pierwszy numer kwartalnika ukazał się w marcu 1996 roku. Redakcja najbardziej aktywnych współredaktorów i korespondentów pisma wyróżnia statuetką „Pióra Orła”.

### Wyróżniony statuetką „Pióra Orła”
1. Marian Brytan[8]

(Stan z marca 2018)

## Odznaka Skoczka Spadochronowego ZPS
Regulamin Odznaki Skoczka Spadochronowego Związku Polskich Spadochroniarzy:
- Odznaka  Skoczka Związku Polskich Spadochroniarzy przysługuje członkom Związku, którzy samodzielnie wykonali (wykonują) skoki ze spadochronem.
- Dla członków Związku, którzy nie spełniają tego warunku (są członkami zwyczajnymi, bo wykonali skok w tandemie albo są członkami honorowymi lub wspierającymi) oraz dla osób, które deklarują chęć wstąpienia do Związku – odznakę przydziela się po odbyciu przez nich przeszkolenia oraz wykonania skoku (skoków) ze spadochronem w Ośrodku Szkolenia Spadochronowego ZPS w Pile, lub innym wskazanym przez zainteresowany Oddział Ośrodku.
- Odznaka jest stylizowana na Znaku Związku Polskich Spadochroniarzy (wielkość odznaki skoczka spadochronowego WPD) i występuje w czterech klasach:

1. Klasa podstawowa po wykonaniu 1 skoku – wieniec i napis zielone
2. Klasa III po wykonaniu 3 skoków – wieniec i napis brązowe
3. Klasa II po wykonaniu 50 skoków – wieniec i napis srebrne
4. Klasa I po wykonaniu 100 skoków – wieniec i napis złote.

- Noszenia odznaki na strojach organizacyjnych ZPS mają prawo członkowie Związku którzy posiadają tytuł skoczka bądź instruktora spadochronowego WPD lub ich odpowiedników uzyskanych w innych służbach mundurowych.
- Odznaka noszona jest powyżej lewej górnej kieszeni (zgodnie z przepisami mundurowymi – haftowana na ubiorze polowym, a metalowa na wyjściowym stroju organizacyjnym).
- Przyznanie odznaki powinno był ujęte w Uchwale Oddziału, a jej nadanie powinno się odbywać w sposób uroczysty.

## Zawody organizowane pod patronatem VII Oddziału ZPS
ZPS VII Oddział Katowice co roku jest współorganizatorem, wspólnie z sekcją spadochronową Aeroklubu Gliwickiego, Spadochronowych Mistrzostw Śląska w celności lądowania oraz był 20–22 czerwca 1997 organizatorem I Międzynarodowych Mistrzostw Polski Związku Polskich Spadochroniarzy oraz zawodów balonowych.

Spadochronowe Mistrzostwa Śląska
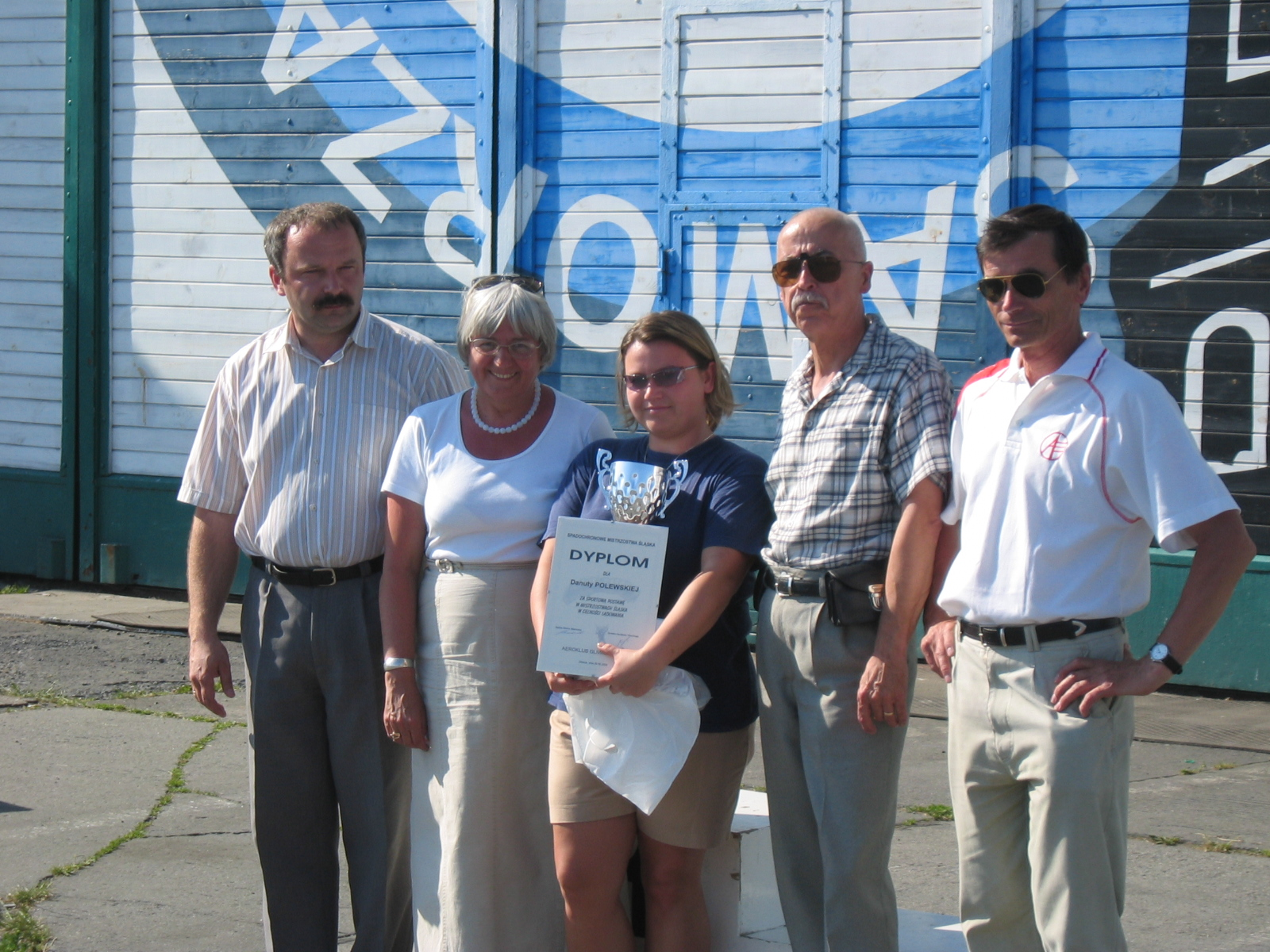
Pierwszy z prawej Jan Isielenis, drugi z prawej Marian Brytan w środku Danuta Polewska (wrzesień 2006)
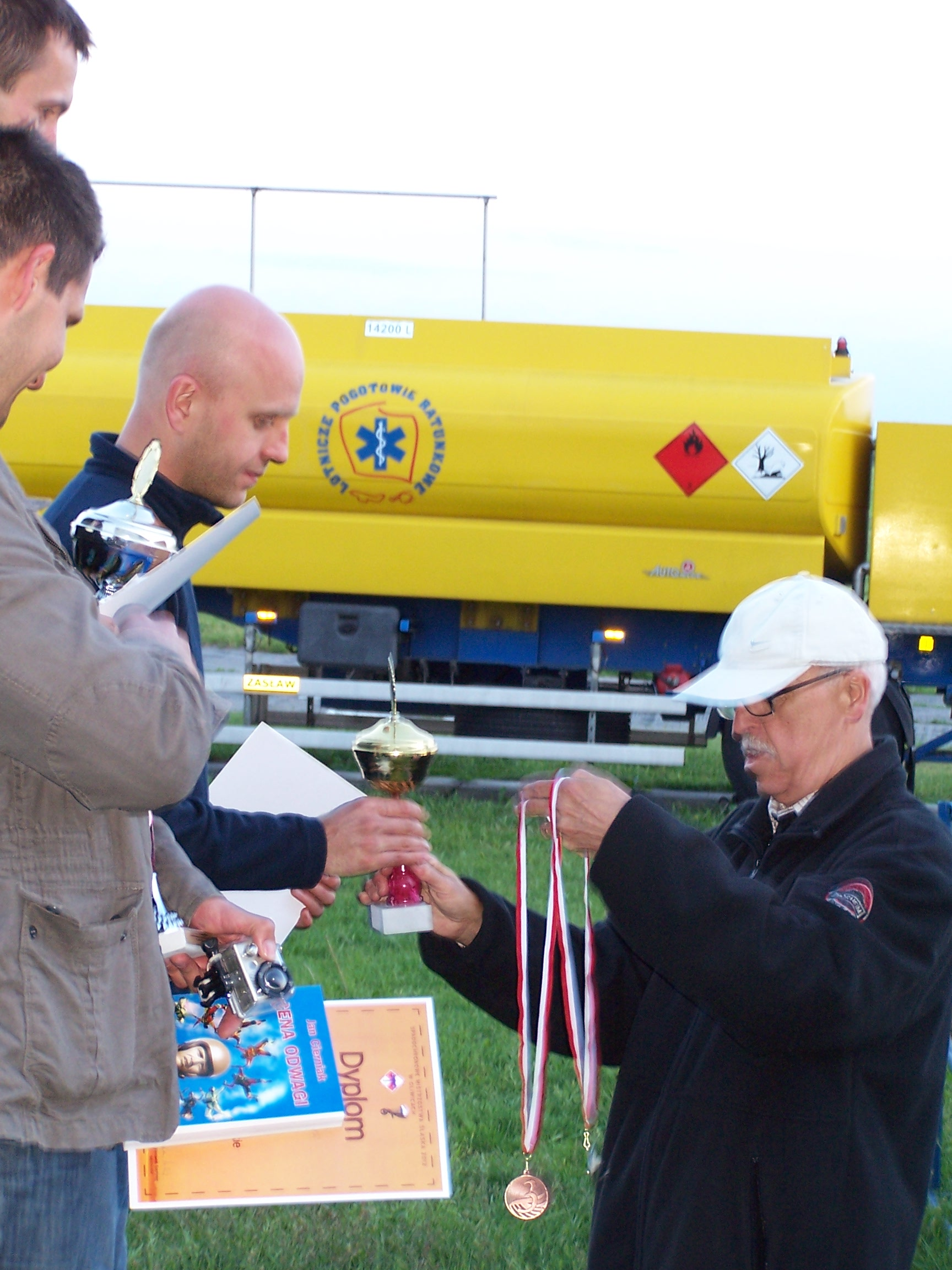
Marian Brytan, prezes Związku Polskich Spadochroniarzy VII Oddziału Katowice, dekoruje zwycięzców (czerwiec 2012)
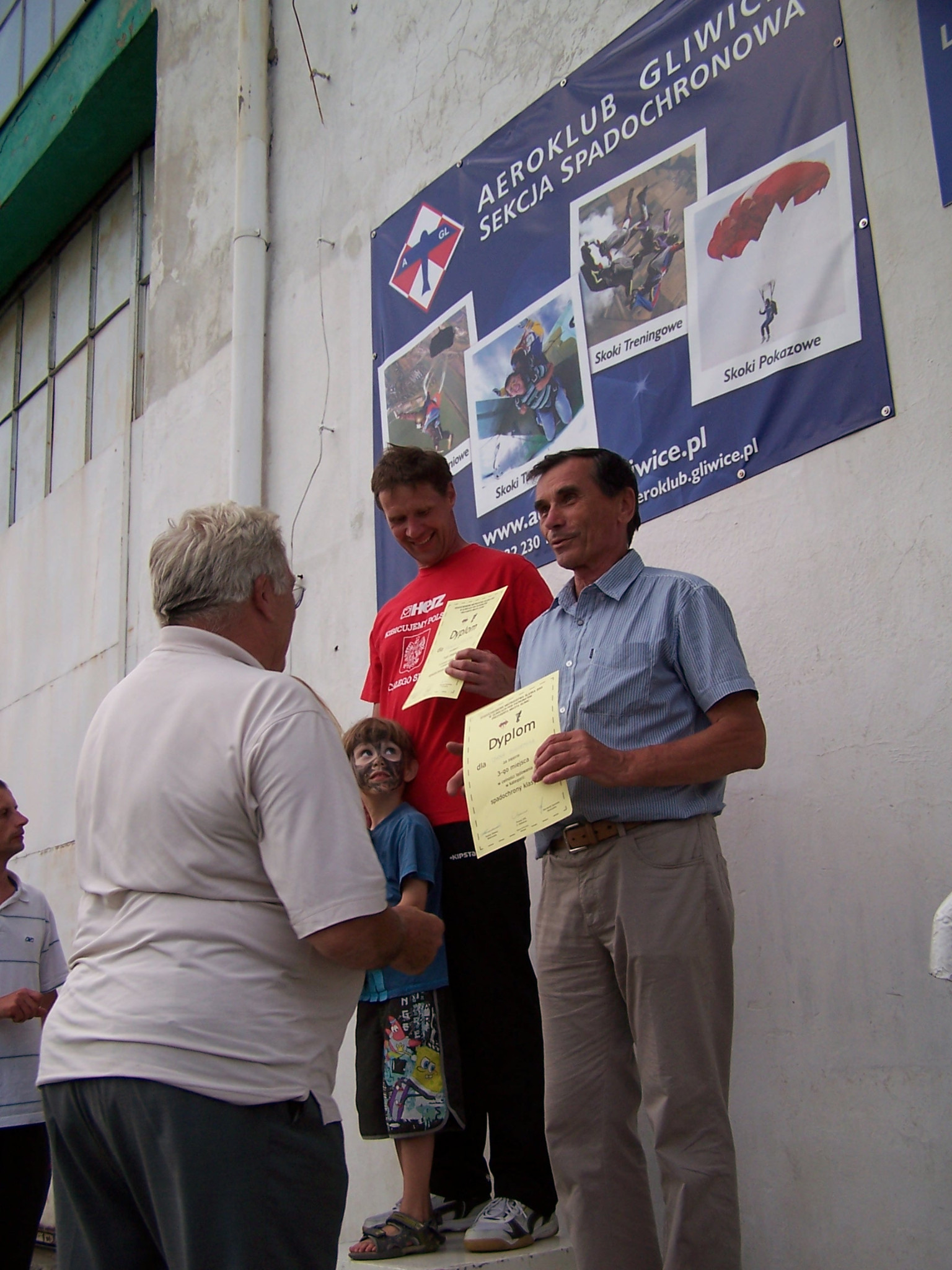
III miejsce – Jan Isielenis. Dyplomy wręcza Kazimierz Stępniewski, prezes Związku Polskich Spadochroniarzy VII Oddziału Katowice (czerwiec 2013)
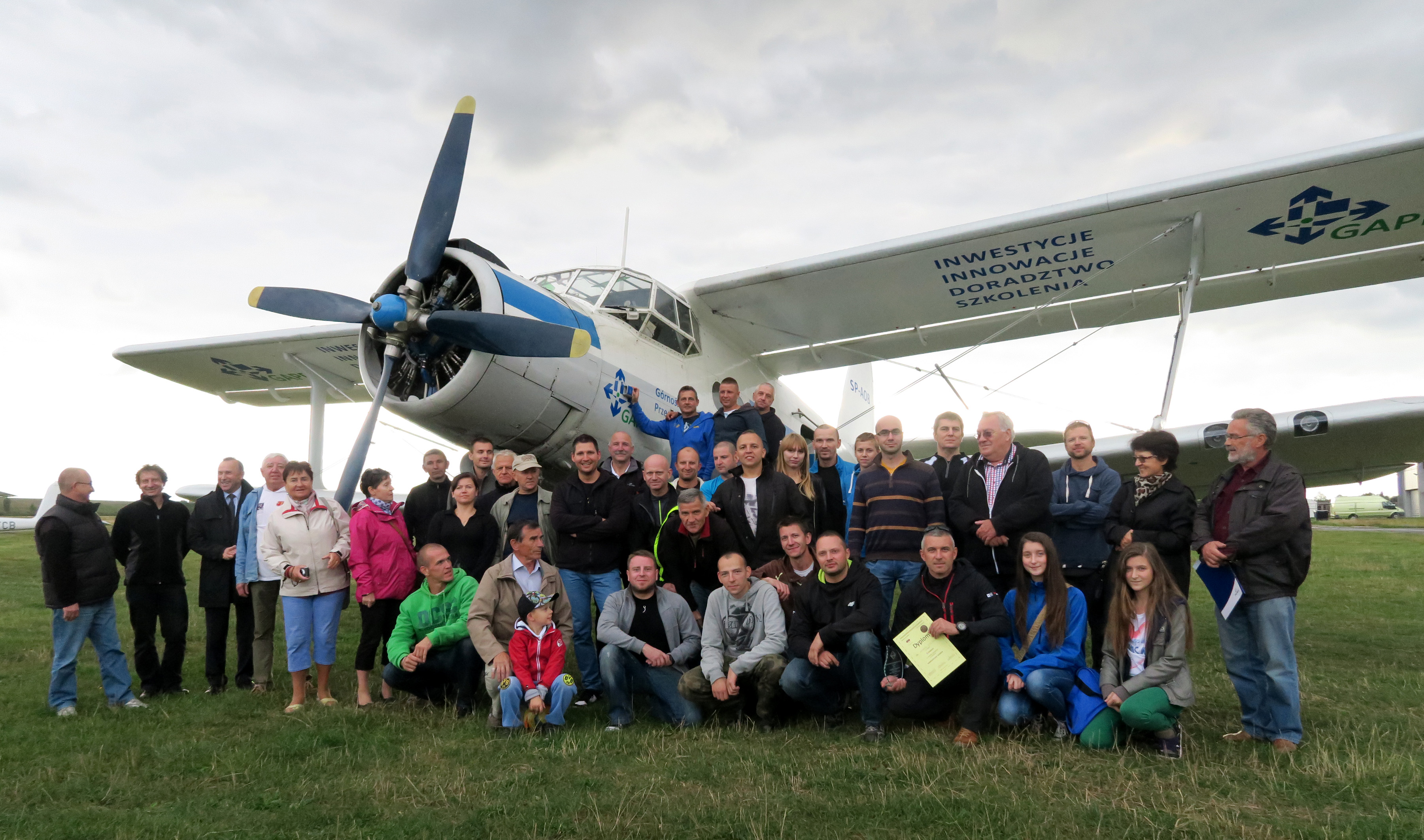
Uczestnicy Spadochronowych Mistrzostw Śląska (wrzesień 2015)